# Bahnhof Hamburg-Hammerbrook
Der Bahnhof Hamburg-Hammerbrook wird in den Fahrplänen auch als Hammerbrook (City Süd) bezeichnet nach dem Bürostandort City Süd. Der Haltepunkt verfügt über einen Mittelbahnsteig und steht auf einem Viadukt. Charakteristisch ist seine an beiden Seiten geschlossene Überdachung, die einem schnell fahrenden Zug nachempfunden ist und den Mittelkanal überbrückt. Das Bauwerk ging 1983 in Betrieb. Als Teil der Harburger S-Bahn halten die Linien S3 und S5 an diesem.

## Architektur

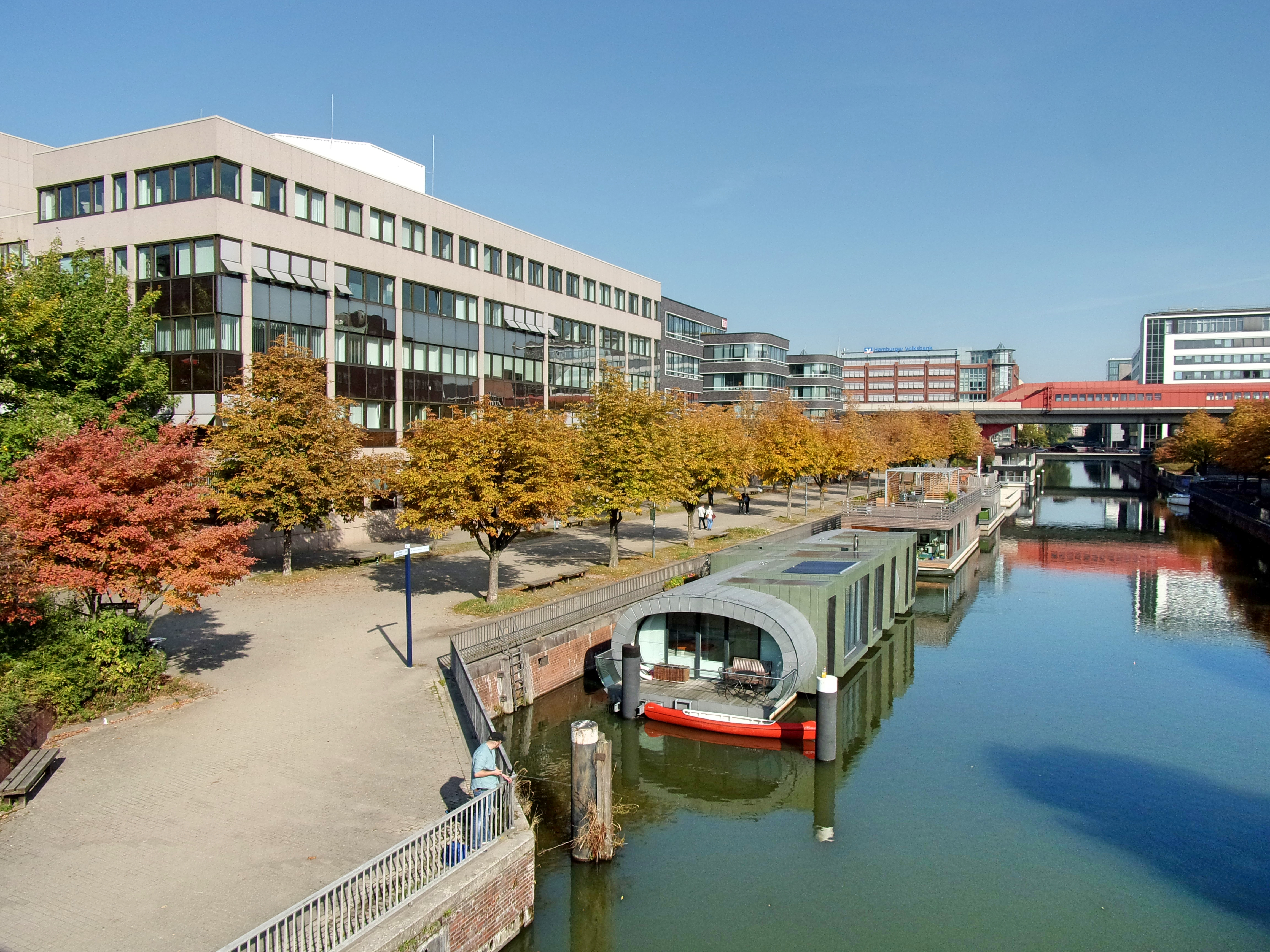
Norderkai-Ufer am Mittelkanal, 2018

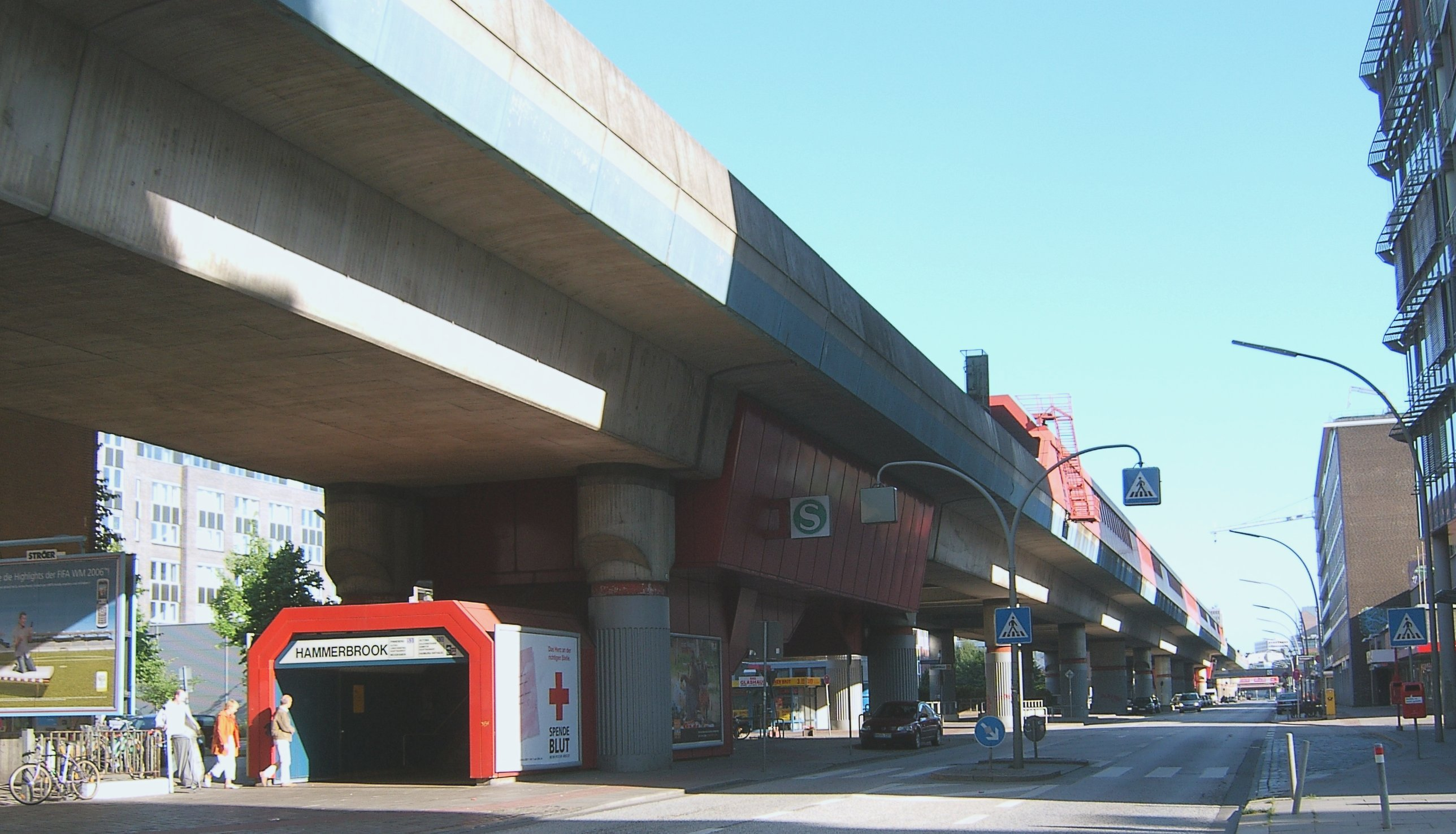
Eingang und Hochbahn

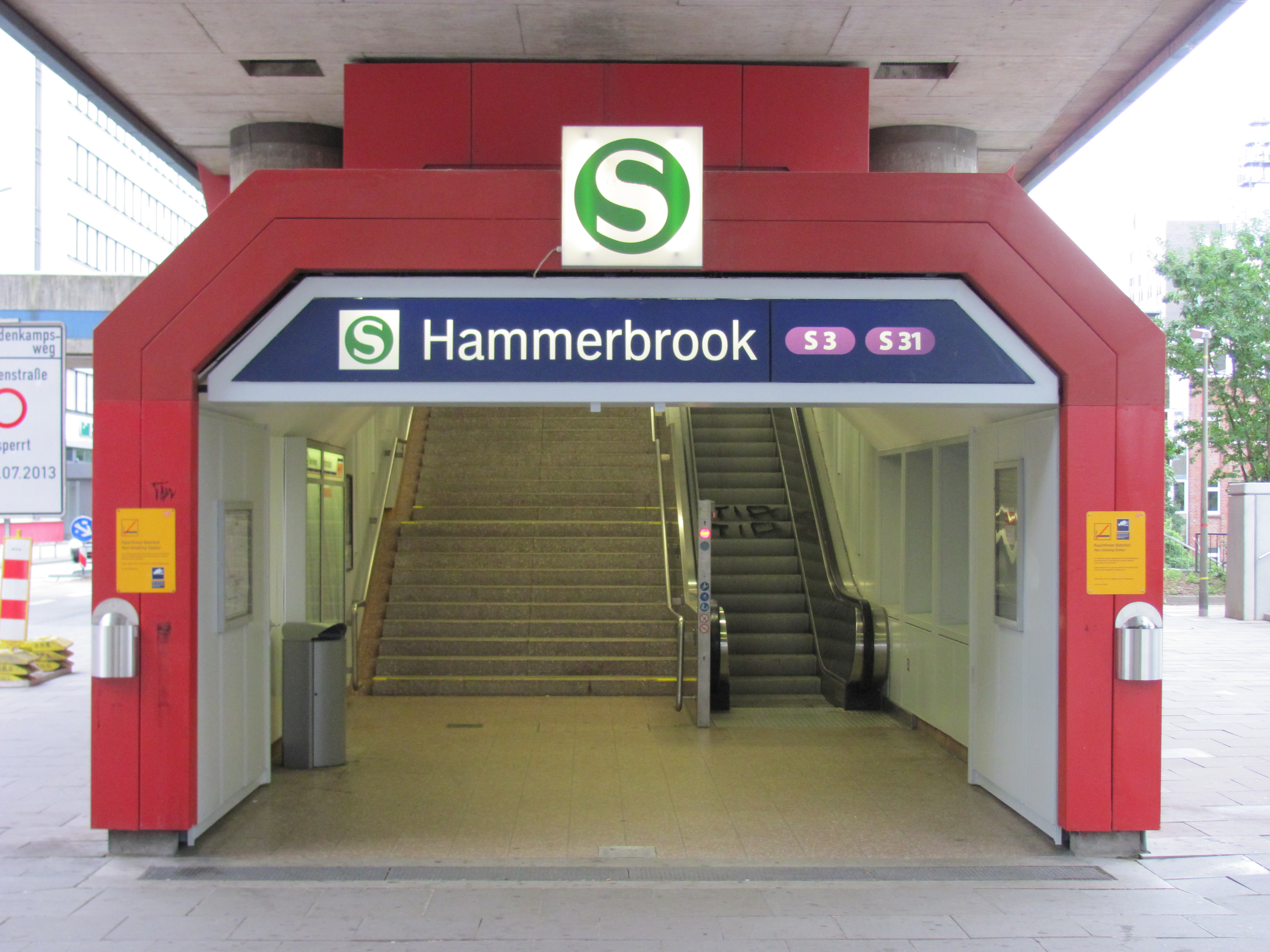
Eingang, Nahaufnahme

Der Bahnhof überbrückt den Mittelkanal, der in diesem Abschnitt zeitgleich eine Neugestaltung erhielt. Am Norderkai-Ufer wurden das Stationsbauwerk und der S-Bahn-Viadukt auf dem vormaligen Grundstück der 1901 eingeweihten und – mit dem größten Teil der damaligen Bebauung des Hammerbrooks – im Zweiten Weltkrieg zerstörten evangelischen St.-Annen-Kirche errichtet.
Die Gestaltung des Bahnhofs und des Viadukts war das Ergebnis eines Wettbewerbs von 1976 den die Architektengemeinschaft Schramm, Pempelfort, von Bassewitz und Hupertz gewann. Beim Siegerentwurf wurden die Schallschutzwände im Bereich der Haltestelle mit rotem Aluminiumblech verkleidet, mit Fenstern versehen und soweit hochgezogen, dass sich die Waggonform ergab. Der Bau wurde von 1978 bis 1983 ausgeführt. 
1986 wurde die Station von der Hamburger Baubehörde einschließlich des Viadukts ausgezeichnet. Die Ausgänge wurden ausdrücklich ausgenommen, da sie als benutzerunfreundlich kritisiert wurden – es fehlten dort ausreichend Tageslicht sowie Rolltreppen.
2022 wurde die S-Bahn-Station unter Denkmalschutz gestellt, da es sich um „eine in ihrer authentisch erhaltenen Gestaltung eine weit über den gängigen Zeitstandard hinausgehende Architekturleistung“ handele. Die Station Hammerbrook (City Süd) ist die einzige aufgeständerte Station im Hamburger S-Bahn-Netz.

## Verkehr
In Hammerbrook (City Süd) halten S-Bahn-Züge der Linien S3 und S5. Es werden Verbindungen zum Hauptbahnhof, Altona, Harburg, Pinneberg, Neugraben, Buxtehude und Stade angeboten.
2018 gab es täglich (Mo–Fr) etwa 42.000 ein- oder aussteigende Fahrgäste pro Tag.
| Linie | Verlauf |
| ----- | --- |
| S 3   | Pinneberg – Thesdorf – Halstenbek – Krupunder – Elbgaustraße – Eidelstedt – Stellingen (Arenen) – Langenfelde – Diebsteich – Altona – Königstraße – Reeperbahn – Landungsbrücken – Stadthausbrücke – Jungfernstieg – Hauptbahnhof – Hammerbrook (City Süd) – Elbbrücken – Veddel (BallinStadt) – Wilhelmsburg – Harburg – Harburg Rathaus – Heimfeld (TU Hamburg) – Neuwiedenthal – Neugraben                                                     |
| S 5   | Elbgaustraße – Eidelstedt – Stellingen (Arenen) – Langenfelde – Diebsteich – Holstenstraße – Sternschanze – Dammtor – Hauptbahnhof \ Hauptstrecke – Hammerbrook (City Süd) – Elbbrücken – Veddel (BallinStadt) – Wilhelmsburg – Harburg – Harburg Rathaus – Heimfeld (TU Hamburg) – Neuwiedenthal – Neugraben – Fischbek – Neu Wulmstorf – Buxtehude – Neukloster – Horneburg – Dollern – Agathenburg – Stade / in Tagesrandzeiten – Berliner Tor |